# Доктор Хаус (1-й сезон)
Первый сезон американского телесериала «Доктор Хаус», премьера которого состоялась на канале Fox 16 ноября 2004 года, а заключительная серия вышла 24 мая 2005 года, состоит из 22-х эпизодов.

## В ролях

### Основной состав
- Хью Лори — доктор Грегори Хаус
- Лиза Эдельштейн — доктор Лиза Кадди
- Омар Эппс — доктор Эрик Форман
- Роберт Шон Леонард — доктор Джеймс Уилсон
- Дженнифер Моррисон — доктор Эллисон Кэмерон
- Джесси Спенсер — доктор Роберт Чейз

### Второстепенный состав
- Чи Макбрайд — Эдвард Воглер
- Сила Уорд — Стейси Уорнер
- Стефани Вендитто — сестра Бренда Превин
- Кеннет Чои — доктор Лим
- Рон Перкинс — доктор Рон Симпсон
- Карри Грэм — Марк Уорнер
- Морис Годин — доктор Лоуренс Хурани

### Приглашённые актёры
Робин Танни, Скотт Мекловиц, Кевин Зегерс, Фэйт Принс, Эвер Кэррадайн, Хеди Бёресс, Сэм Траммелл, Элизабет Митчелл, Люсинда Дженни, Энн Дауд, Стейси Эдвардс, Аарон Химельштейн, Доминик Перселл, Майнди Крист, Роксанн Харт, Курт Фуллер, Ширли Найт, Гарри Ленникс, Дэвид Конрад, Брэнди Норвуд, Лесли Хоуп, Марк Харелик, Николас Д’Агосто, Аманда Сейфрид, Скотт Фоули, Мередит Монро, Нестор Карбонель, Трейси Миддендорф, Дэвид Генри, Дэрил Сабара, Патрик Бошо, Сара Кларк, Станислав Гроф, Дэнни Нуччи, Синтия Эттинджер, Дженнифер Стоун, Джо Мортон, Марин Хинкль, Майкл Гуржян, Эдди Макклинток, Скай Маккоул Бартусяк, Кристоффер Райан Уинтерс, Джон Чо, Кристина Кокс, Питер Грейвс, Николь Билдербэк, Эндрю Киган, Джош Цукерман, Эрин Фостер и Кармен Электра

## Эпизоды
| № общий | № в сезоне | Название                                                | Режиссёр             | Автор сценария                                             | Дата премьеры   | Зрители в США (млн) |
| --- | ---------- | ------------------------------------------------------- | -------------------- | ---------------------------------------------------------- | --------------- | ------------------- |
| 1 | 1          | «Пилот/Все лгут» «Pilot/Everybody lies»                 | Брайан Сингер        | Дэвид Шор                                                  | 16 ноября 2004  | 7.05                |
| У воспитательницы детского сада Ребекки Адлер началась афазия во время урока, а потом у неё случился припадок. Её направляют в госпиталь Принстон-Плэйнсборо, где доктор Хаус и его команда (к которой недавно присоединился новый врач Эрик Форман) пытаются поставить ей диагноз. На приём в клинику к доктору Хаусу приходит «оранжевый пациент». Диагноз: Цистицеркоз (гельминтоз из группы цестодозов); у пациента оранжевый оттенок кожи произошёл из-за употребления в большом количестве моркови и томатов.                                                                  |            |                                                         |                      |                                                            |                 |                     |
| 2 | 2          | «Отцовство» «Paternity»                                 | Питер О’Фэллон       | Лоуренс Каплоу                                             | 23 ноября 2004  | 6.09                |
| 16-летний школьник, страдающий от ночных кошмаров и галлюцинаций, получает травму во время игры в лакросс. В клинике Хаус встречается с матерью, которая не верит в вакцинацию, и любителем судебных тяжб. Диагноз: Подострый склерозирующий панэнцефалит и корь |            |                                                         |                      |                                                            |                 |                     |
| 3 | 3          | «Бритва Оккама» «Occam’s Razor»                         | Брайан Сингер        | Дэвид Шор                                                  | 30 ноября 2004  | 6.33                |
| После бурной ночи со своей подружкой студент колледжа неожиданно теряет сознание, заставляя Хауса и его команду ломать голову над причиной стремительного падения лейкоцитов. В клинике Хауса ждут женщина, у которой заболела нога после 6-мильной пробежки, и мальчик с mp3-плеером в прямой кишке. Диагноз: Отравление колхицином |            |                                                         |                      |                                                            |                 |                     |
| 4 | 4          | «Материнство» «Maternity»                               | Ньютон Томас Сигел   | Питер Блейк                                                | 7 декабря 2004  | 6.74                |
| В родильном отделении больницы началась эпидемия неизвестной болезни, и доктор Хаус требует объявить карантин. На этот раз в клинику приходит женщина с «паразитом». Диагноз: эховирус 11 (один из детей умирает) |            |                                                         |                      |                                                            |                 |                     |
| 5 | 5          | «Будь ты проклят, если сделаешь это» «Damned If You Do» | Грег Яйтанс          | Сара Б. Купер                                              | 14 декабря 2004 | 6.91                |
| На руках у монахини появились стигматы, но Хаус не верит в божественные знаки и пытается найти причины её болезни. Рождественский эпизод. Диагноз: Аллергия на медь |            |                                                         |                      |                                                            |                 |                     |
| 6 | 6          | «Метод Сократа» «The Socratic Method»                   | Питер Медак          | Джон Манкевич                                              | 21 декабря 2004 | 6.73                |
| Люси Пальмеро, страдающая от шизофрении, попадает в госпиталь с диагнозом «тромбоз глубоких вен». Хауса заинтересовывает этот случай. Диагноз: Дефицит витамина K, гепатоцеллюлярная карцинома, болезнь Вильсона-Коновалова |            |                                                         |                      |                                                            |                 |                     |
| 7 | 7          | «Верность» «Fidelity»                                   | Брайан Спайсер       | Томас Л. Моран                                             | 28 декабря 2004 | 6.91                |
| Женщина попадает в госпиталь с симптомами сонной болезни. Но ни женщина, ни её муж никогда не были в Африке. Хаус не может начать опасное для жизни пациентки лечение, пока не подтвердит её диагноз. Диагноз: Африканский трипаносомоз (сонная болезнь) |            |                                                         |                      |                                                            |                 |                     |
| 8 | 8          | «Яд» «Poison»                                           | Гай Ферленд          | Мэтт Уиттен                                                | 25 января 2005  | 12.37               |
| У школьника Мэтта Дейвиса начинаются галлюцинации на экзамене по математике, а затем он теряет сознание. Хаус решает, что это симптомы отравления каким-то таинственным ядом. В это время у другого школьника, который совершенно не связан с Мэттом, появляются те же симптомы. В клинику приходит счастливая пожилая женщина. Диагноз: Отравление фосдрином (О, О-диметил-2-метоксикарбонил-1-метилвиилфосфат); у пожилой женщины — сифилис. |            |                                                         |                      |                                                            |                 |                     |
| 9 | 9          | «Отказ от реанимации» «DNR»                             | Фредерик Кинг Келлер | Дэвид Фостер                                               | 1 февраля 2005  | 12.75               |
| Знаменитый парализованный джазмен начинает задыхаться во время музыкальной записи. Работу команды сильно осложняет то, что пациент подписал отказ от реанимации. В клинике появляется мужчина, который отрицает, что страдает диабетом. Диагноз: Артериовенозное образование |            |                                                         |                      |                                                            |                 |                     |
| 10 | 10         | «Истории» «Histories»                                   | Дэн Аттиас           | Джоэль Томпсон                                             | 8 февраля 2005  | 14.97               |
| Бездомная женщина теряет сознание на нелегальной вечеринке с наркотиками. Форман уверен, что она не заслужила лечения, и не соглашается с Уилсоном, который просит его заняться этим случаем. В клинику приходит многодетная мать. Две студентки учатся у Хауса собирать анамнез. Диагноз: Туберкулёма, бешенство (пациентка умирает) |            |                                                         |                      |                                                            |                 |                     |
| 11 | 11         | «Детоксикация» «Detox»                                  | Нельсон Маккормик    | Лоуренс Каплоу и Томас Л. Моран                            | 15 февраля 2005 | 14.22               |
| Девушка попадает в аварию, после того как замечает, что её друг кашляет кровью. Кровотечение у парня не останавливается и после аварии. Кадди заключает с Хаусом сделку: если он сможет обойтись без викодина неделю, она освободит его от пациентов клиники на целый месяц. Форман и Кэмерон боятся, что абстинентный синдром мешает Хаусу мыслить здраво и может стать причиной смерти пациента. Диагноз: Отравление нафталином |            |                                                         |                      |                                                            |                 |                     |
| 12 | 12         | «Спортивная медицина» «Sports Medicine»                 | Кит Гордон           | Джон Манкевич и Дэвид Шор                                  | 22 февраля 2005 | 15.53               |
| Бывший наркоман, питчер Хэнк Уигген неожиданно ломает руку. Хаус считает, что Хэнк лжёт, что не употребляет стероиды. После отказа Уилсона Хаус понимает, что ему не с кем пойти на шоу грузовиков. В клинику приходит женщина с болью в ноге, мужчина, который не может вынуть контактные линзы, дантист и подросток, страдающий от похмелья. Диагноз: Отравление кадмием |            |                                                         |                      |                                                            |                 |                     |
| 13 | 13         | «Проклятый» «Cursed»                                    | Дэниел Сакхайм       | Мэтт Уиттен и Питер Блейк                                  | 1 марта 2005    | 15.53               |
| Доска для спиритических сеансов предсказывает мальчику смерть, и скоро та действительно стоит у него на пороге. Отец Чейза помогает Хаусу поставить диагноз. В клинику приходит пациент с онемевшими пальцами. Диагноз: Сибирская язва, проказа |            |                                                         |                      |                                                            |                 |                     |
| 14 | 14         | «Контроль» «Control»                                    | Рэнди Зиск           | Лоуренс Каплоу                                             | 15 марта 2005   | 17.33               |
| Красивую и успешную женщину парализует во время совещания. Тайны, которые она скрывает, заставляют Хауса рискнуть лицензией. Миллионер Эдвард Воглер становится членом правления, после того как пожертвовал госпиталю 100 миллионов долларов. Он хочет превратить госпиталь в успешное коммерческое предприятие, и первое, что ему не нравится, — дорогостоящее отделение диагностической медицины. В клинику приходит мальчик, отец которого онемел после операции на колене. Диагноз: Застойная сердечная недостаточность из-за булимии и регулярного употребления рвотного корня |            |                                                         |                      |                                                            |                 |                     |
| 15 | 15         | «Законы мафии» «Mob Rules»                              | Тим Хантер           | Дэвид Фостер и Джон Манкевич                               | 22 марта 2005   | 17.34               |
| Информатор мафии впадает в кому. Он действительно болен или симулирует, чтобы не выступать свидетелем на судебном разбирательстве? В клинику несколько раз приходит подросток с маленьким братом, который постоянно что-то засовывает в нос. Диагноз: Недостаточность орнитинтранскарбамилазы (гипераммонемия) |            |                                                         |                      |                                                            |                 |                     |
| 16 | 16         | «Бремя» «Heavy»                                         | Фред Гербер          | Томас Л. Моран                                             | 29 марта 2005   | 18.28               |
| У десятилетней девочки, страдающей от излишнего веса, происходит сердечный приступ. Мать девочки хочет, чтобы команда доктора Хауса не обращала внимание на вес, когда будет ставить диагноз. Воглер настаивает, чтобы Хаус уволил одного из членов команды. Хаус делает выбор, но Воглер отклоняет его. В клинику приходит пациент с инфекцией из-за пирсинга мошонки и женщина с огромной опухолью, которую не желает удалять. Диагноз: Болезнь Кушинга из-за аденомы гипофиза |            |                                                         |                      |                                                            |                 |                     |
| 17 | 17         | «Образец для подражания» «Role Model»                   | Питер О’Фэллон       | Мэтт Уиттен                                                | 12 апреля 2005  | 15.04               |
| Сенатор Гари Райт, чернокожий кандидат в президенты, теряет сознание во время предвыборной кампании. Хаус подозревает, что у него СПИД, и постоянно пытается уличить его во лжи. Воглер требует у Хауса произнести речь на презентации нового лекарства принадлежащей ему фармацевтической компании. Диагноз: Вариабельный неклассифицируемый иммунодефицит замедленного типа из-за вируса Эпштейна-Барр |            |                                                         |                      |                                                            |                 |                     |
| 18 | 18         | «Дети и вода в ванне» «Babies & Bathwater»              | Билл Джонсон         | Сюжет : Питер Блейк Телесценарий : Питер Блейк и Дэвид Шор | 19 апреля 2005  | 17.48               |
| У женщины рак легких, но лечение невозможно, пока женщина беременна. Хаус готов на шантаж и обман, чтобы спасти пациентку. А Воглер намерен добиться увольнения Хауса. Диагноз: Миастенический синдром Ламберта-Итона из-за мелкоклеточной карциномы легких (пациентка умирает, ребёнок спасён) |            |                                                         |                      |                                                            |                 |                     |
| 19 | 19         | «Детки» «Kids»                                          | Деран Сарафян        | Томас Л. Моран и Лоренс Каплоу                             | 3 мая 2005      | 17.14               |
| В госпитале эпидемия менингита, и Кадди даёт час Хаусу и его команде, чтобы поставить диагноз 12-летней девочке, чьи симптомы кажутся Хаусу необычными. Хаус пытается вернуть Кэмерон в команду. Диагноз: Тромботическая тромбоцитопеническая (тромбогемолитическая) пурпура (болезнь Мошкович) из-за беременности |            |                                                         |                      |                                                            |                 |                     |
| 20 | 20         | «Любовь зла» «Love Hurts»                               | Брайан Спайсер       | Сара Б. Купер                                              | 10 мая 2005     | 18.80               |
| Хаус грубо разговаривает с больным, и тот падает к его ногам. Чтобы остановить непрекращающиеся приступы, команде придётся раскрыть секреты странного образа жизни пациента и его загадочной подруги. Госпиталь взбудоражен слухами о свидании Хауса и Кэмерон. В клинику приходит пожилая пара, у которой проблемы с виагрой. Диагноз: Фульминантный остеомиелит |            |                                                         |                      |                                                            |                 |                     |
| 21 | 21         | «Три истории» «Three Stories»                           | Пэрис Барклай        | Дэвид Шор                                                  | 17 мая 2005     | 17.68               |
| К Хаусу в госпиталь приходит его бывшая подруга Стейси с просьбой вылечить мужа. Хаус — её последняя надежда, потому что никто не верит в неуловимую болезнь Марка. А Кадди просит Хауса заменить заболевшего лектора и выступить перед студентами. Хаус рассказывает о трёх пациентах, которые попали в госпиталь из-за болей в ноге, и предлагает поставить им диагноз. Диагноз: Фермер — стрептококковая инфекция, волейболистка — остеосаркома, Хаус — инфаркт четырёхглавой мышцы бедра                                                                                         |            |                                                         |                      |                                                            |                 |                     |
| 22 | 22         | «Медовый месяц» «Honeymoon»                             | Фредерик Кинг Келлер | Лоуренс Каплоу и Джон Манкевич                             | 24 мая 2005     | 19.52               |
| Чтобы доставить Марка, мужа бывшей подруги, в госпиталь Принстон-Плейнсборо, Хаусу приходится усыпить его. Стейси уверена, что с Марком что-то не так, но единственный симптом Марка — боли в животе — не похож на симптом опасной болезни. А сам Марк считает, что Хаус пытается убить его. Диагноз: Острая перемежающаяся порфирия |            |                                                         |                      |                                                            |                 |                     |